# وثيقة مرفقة

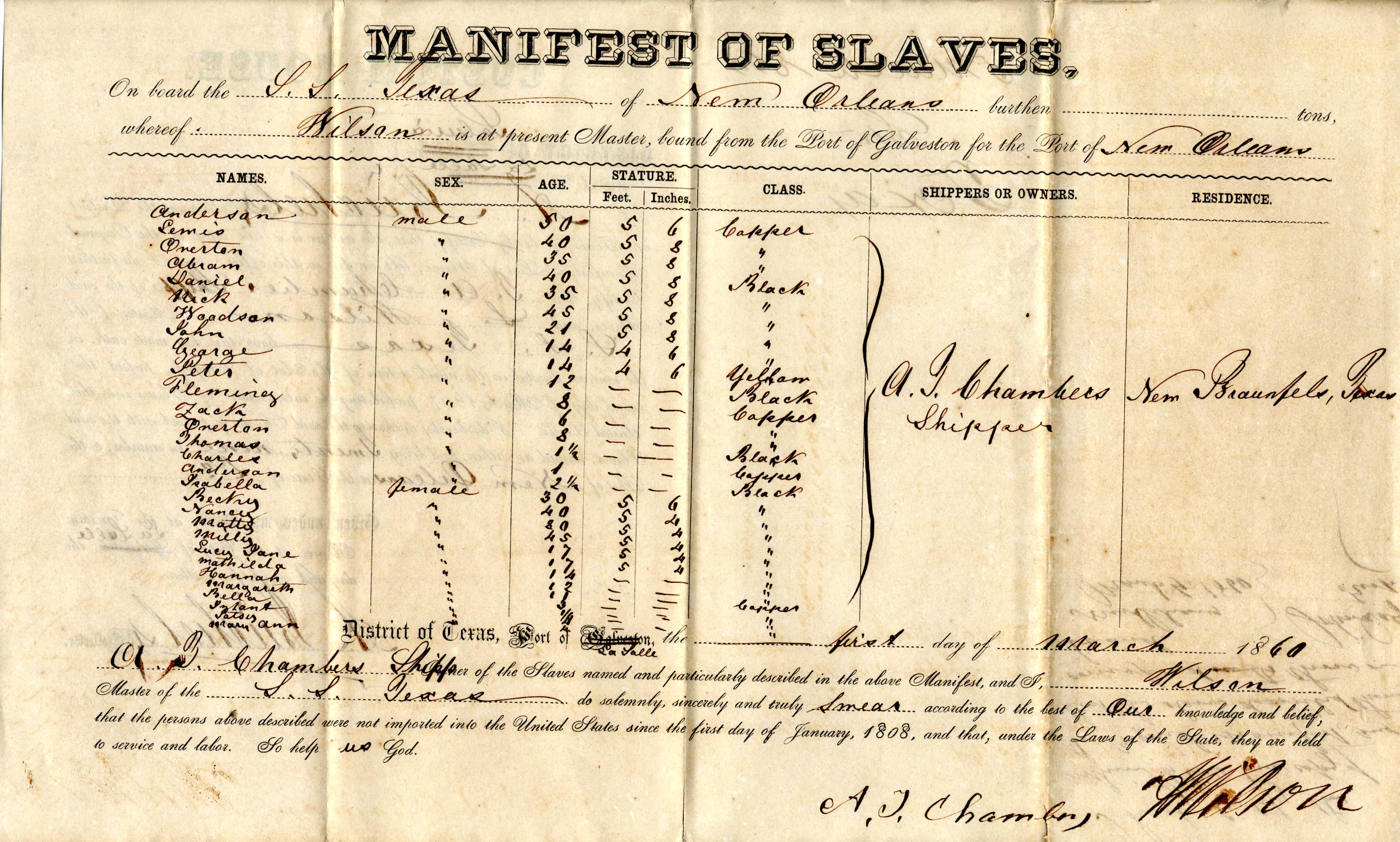

الوثيقة المرفقة أو البيان الجمركي أو مستند الشحن (بالإنجليزية: Manifest ) هو مستند يُدرج البضائع والركاب وطاقم السفينة أو الطائرة أو المركبة لاستخدامهم من قبل الجمارك ومسؤولين آخرين. حيث يقتصر مثل هذه القائمة لتحديد الركاب. يمكن استخدام الوثيقة المرفقة من قبل الأشخاص المهتمين بالنقل للتأكد من أن الركاب والبضائع المدرجة على متن النقل في بداية مرورها لا تزال على متنها عند وصولها إلى وجهتها. 
 تحتوي هذه الوثيقة التي تتكون بشكل عام من قبل وسيط السفينة، من محتويات سندات الشحن، على مواصفات لطبيعة وكمية الشحنة المحملة، ويتم تصديقها بشكل رسمي، وفي بعض البلدان موثقة. ونادرا ما تذكر قوانين الغنائم هذه الورقة. كما أنها ليست عامة؛ ولكن حتى الآن ذات أهمية أساسية في حالة البحث ، وكذلك بالنسبة للمحاربين ، وكذلك المحايدين في الحصول على الفصل السريع. من المعتاد طلبها في المنزل المخصص. 
 وبهذه الطريقة، فإن بيان الحمولة يشبه جواز السفر باستثناء أنه يُستخدم للبضائع بدلاً من الأشخاص؛ الوثيقة أو البيان هو دليل على جنسية البضائع، وغياب البضائع المهربة، وأن الممتلكات المملوكة للمحظورين ليست محملة على متن السفينة.
لا يوجد التزام قانوني على السفن بحملها، وهي في الواقع ضرورية فقط للسفن المحايدة في وقت الحرب.